# Carl Leo Stearns
Carl Leo Stearns (* 14. September 1892 in Westbrook (Maine); † 28. November 1972 in Middletown (Connecticut)) war ein US-amerikanischer Astronom.

## Leben
Carl Leo Stearns kam am 14. September 1892 als Sohn von Albert Joseph und seiner Frau Cora May, geborene Weymouth, in der Kleinstadt Westbrook im US-Bundesstaat Maine zur Welt.
Er studierte an der Wesleyan University in Connecticut und erhielt dort 1917 den Bachelor-of-Arts-Abschluss. 1923 wurde er an der Yale University promoviert.
Von 1918 bis 1919 unterrichtete er Mathematik und im darauf folgenden Jahr Astronomie an der Wesleyan University. 1920–1925 war er wissenschaftlicher Assistent am Yale-Observatorium. Er ging danach an das Van Vleck-Observatorium der Wesleyan University und wurde dort von 1944 bis 1960 Direktor des Observatoriums, ab 1942 war er Associate Professor und ab 1944 Professor.
1927 entdeckte Stearns den Kometen C/1927 E1 (Stearns). Er hat über 200 Parallaxen bestimmt und war 1930–1931 am sogenannten Eros-Projekt zur genaueren Bestimmung der astronomischen Einheit beteiligt.
Er war Fellow der Royal Astronomical Society und der American Association for the Advancement of Science, sowie Mitglied der American Astronomical Society, der International Astronomical Union, der Middletown Science Association und der Gesellschaften Phi Beta Kappa und Sigma Xi.
Stearns war zweimal verheiratet. Aus der zweiten Ehe gingen ein Sohn (Robert Leo) und zwei Töchter (Elva und Doris Elizabeth) hervor. Am 28. November 1972 starb Carl Leo Stearns im Alter von achtzig Jahren.

## Ehrungen
- 1928 wurde Stearns von der Astronomical Society of the Pacific mit Donohoe-Comet-Medaille ausgezeichnet.[6]
- Der 1973 entdeckte Asteroid (2035) Stearns wurde nach Carl Leo Stearns benannt.[5]
- Im Jahre 1979 benannte die Internationale Astronomische Union den Krater Stearns offiziell nach Carl Leo Stearns.[7]